# Championnat du monde junior de hockey sur glace 2013
Navigation
Canada 2012 Suède 2014
Le championnat du monde junior de hockey sur glace 2013 de l’IIHF se déroule à Oufa au Bachkortostan en Russie. Les matchs se disputent du 26 décembre 2012 au 5 janvier 2013 à la Oufa Arena et au Palais des sports de glace Salavat Ioulaïev.

## Division élite

### Tour préliminaire

#### Groupe A
Tous les matches se disputent au Palais des sports de glace Salavat Ioulaïev
| Date        | Équipe             | Score    | Équipe             | Score par période       |
| ----------- | ------------------ | -------- | ------------------ | ----------------------- |
| 26 décembre | Lettonie           | 1-5      | Finlande           | 1-3, 0-2, 0-0           |
| 26 décembre | République tchèque | 1-4      | Suède              | 0-2, 0-1, 1-1           |
| 27 décembre | Suisse             | 7-2      | Lettonie           | 2-1, 3-1, 2-0           |
| 28 décembre | Finlande           | 1-3      | République tchèque | 0-2, 1-0, 0-1           |
| 28 décembre | Suède              | 3-2 T.F. | Suisse             | 0-1, 1-1, 1-0, 0-0, 1-0 |
| 29 décembre | Lettonie           | 1-5      | Suède              | 0-1, 1-1, 0-3           |
| 30 décembre | Finlande           | 5-4 T.F. | Suisse             | 0-2, 2-0, 2-2, 0-0, 1-0 |
| 30 décembre | République tchèque | 4-2      | Lettonie           | 1-1, 1-0, 2-1           |
| 31 décembre | Suisse             | 3-4 a.p. | République tchèque | 1-1, 0-2, 2-0, 0-1      |
| 31 décembre | Suède              | 7-4      | Finlande           | 3-1, 2-2, 2-1           |

Les trois premiers sont qualifiés pour le tour final, le premier accédant directement à la demi-finale.
| Clt   | Équipe   | PJ | V | VP | D | DP | BP | BC | Pts |
| ----- | -------- | -- | - | -- | - | -- | -- | -- | --- |
| +001, | Suède    | 4  | 3 | 1  | 0 | 0  | 19 | 8  | 11  |
| +002, | Tchéquie | 4  | 2 | 1  | 1 | 0  | 12 | 10 | 8   |
| +003, | Suisse   | 4  | 1 | 0  | 0 | 3  | 16 | 14 | 6   |
| +004, | Finlande | 4  | 1 | 1  | 2 | 0  | 15 | 15 | 5   |
| +005, | Lettonie | 4  | 0 | 0  | 4 | 0  | 6  | 21 | 0   |

- Qualifié pour les demi-finales
- Qualifié pour le tour final

#### Groupe B
Les matches se jouent au Oufa Arena
| Date        | Équipe     | Score    | Équipe     | Score par période  |
| ----------- | ---------- | -------- | ---------- | ------------------ |
| 26 décembre | Allemagne  | 3-9      | Canada     | 1-2, 2-5, 0-2      |
| 26 décembre | Slovaquie  | 2-3 a.p. | Russie     | 0-1, 1-1, 1-0, 0-1 |
| 27 décembre | États-Unis | 8-0      | Allemagne  | 3-0, 3-0, 2-0      |
| 28 décembre | Canada     | 6-3      | Slovaquie  | 0-2, 4-1, 2-0      |
| 28 décembre | Russie     | 2-1      | États-Unis | 1-0, 0-1, 1-0      |
| 29 décembre | Allemagne  | 0-7      | Russie     | 0-3, 0-1, 0-3      |
| 30 décembre | Canada     | 2-1      | États-Unis | 2-0, 0-0, 0-1      |
| 30 décembre | Slovaquie  | 2-1 a.p. | Allemagne  | 0-0, 0-1, 1-0, 1-0 |
| 31 décembre | États-Unis | 9-3      | Slovaquie  | 5-2, 3-0, 1-1      |
| 31 décembre | Russie     | 1-4      | Canada     | 1-2, 0-1, 0-1      |

Les trois premiers sont qualifiés pour le tour final, le premier accédant directement à la demi-finale.
| Clt   | Équipe     | PJ | V | VP | D | DP | BP | BC | Pts |
| ----- | ---------- | -- | - | -- | - | -- | -- | -- | --- |
| +001, | Canada     | 4  | 4 | 0  | 0 | 0  | 20 | 8  | 12  |
| +002, | Russie     | 4  | 2 | 1  | 1 | 0  | 13 | 6  | 8   |
| +003, | États-Unis | 4  | 2 | 0  | 2 | 0  | 19 | 7  | 6   |
| +004, | Slovaquie  | 4  | 0 | 1  | 2 | 1  | 10 | 19 | 3   |
| +005, | Allemagne  | 4  | 0 | 0  | 3 | 1  | 4  | 26 | 1   |

- Qualifié pour les demi-finales
- Qualifié pour le tour final

### Tour de relégation
Tous les matchs sont joués au Palais des sports de glace Salavat Ioulaïev. Les résultats des matchs du premier tour sont conservés.
| Date      | Équipe    | Score | Équipe    | Score par période |
| --------- | --------- | ----- | --------- | ----------------- |
| 2 janvier | Finlande  | 8-0   | Allemagne | 1-0, 2-0, 5-0     |
| 3 janvier | Slovaquie | 5-3   | Lettonie  | 1-1, 2-0, 2-2     |
| 4 janvier | Allemagne | 5-2   | Lettonie  | 0-1, 3-0, 2-1     |
| 4 janvier | Finlande  | 11-4  | Slovaquie | 3-0, 4-3, 4-1     |

| Clt   | Équipe    | PJ | V | VP | D | DP | BP | BC | Pts |
| ----- | --------- | -- | - | -- | - | -- | -- | -- | --- |
| +007, | Finlande  | 3  | 3 | 0  | 0 | 0  | 24 | 5  | 9   |
| +008, | Slovaquie | 3  | 1 | 1  | 1 | 0  | 11 | 15 | 5   |
| +009, | Allemagne | 3  | 1 | 0  | 1 | 1  | 6  | 12 | 4   |
| +010, | Lettonie  | 3  | 0 | 0  | 3 | 0  | 6  | 15 | 0   |

- Relégué en Division 1A

### Tour final

#### Arbre de qualification
|  | Quarts de finale | Quarts de finale | Quarts de finale |            |   | Demi-finales | Demi-finales | Demi-finales |  |  | Finale | Finale     | Finale |
|  |                  |                  |                  |            |   |              |              |              |  |  |        |            |        |
|  |                  |                  |                  |            |   |              |              |              |  |  |        |            |        |
|  |                  | B1               | Canada           | 1          |   |              |              |              |  |  |        |            |        |
|  |                  |                  |                  | 1          |   |              |              |              |  |  |        |            |        |
|  |                  |                  | B3               | États-Unis | 5 |              |              |              |  |  |        |            |        |
|  | A2               | Tchéquie         | B3               | États-Unis | 5 | 0            |              |              |  |  |        |            |        |
|  | A2               | Tchéquie         |                  |            |   | 0            |              |              |  |  |        |            |        |
|  | B3               | États-Unis       | 7                |            |   |              |              |              |  |  |        |            |        |
|  |                  |                  |                  |            |   |              |              |              |  |  | B3     | États-Unis | 3      |
|  |                  |                  | A1               | Suède      | 1 |              |              |              |  |  |        |            |        |
|  |                  |                  |                  |            |   |              |              |              |  |  |        |            |        |
|  |                  |                  |                  |            |   |              |              |              |  |  |        |            |        |
|  |                  | A1               | Suède            | 3          |   |              |              |              |  |  |        |            |        |
|  |                  |                  |                  | 3          |   |              |              |              |  |  |        |            |        |
|  |                  |                  | B2               | Russie     | 2 |              |              |              |  |  |        |            |        |
|  | B2               | Russie           | B2               | Russie     | 2 | 4 T.F.       |              |              |  |  |        |            |        |
|  | B2               | Russie           |                  |            |   | 4 T.F.       |              |              |  |  |        |            |        |
|  | A3               | Suisse           | 3                |            |   |              |              |              |  |  |        |            |        |

#### Détails des matchs

##### Quarts de finale
| 2 janvier 2013 | République tchèque | 0-7 (0-1, 0-5, 0-1) | États-Unis | Oufa Arena 3 247 spectateurs |

| Feuille de match | Feuille de match | Feuille de match            | Feuille de match | Feuille de match                   |
| ---------------- | ---------------- | --------------------------- | --- | ---------------------------------- |
|                  |                  | 0-1 0-2 0-3 0-4 0-5 0-6 0-7 | 11 min 45 s - J. Gaudreau (J. Trouba, S. Jones) (double SN) 20 min 28 s - J. Gaudreau (J. Miller, J. McCabe) (SN) 21 min 08 s - R. Hartman 28 min 45 s - R. Barber (A. Galchenyuk, J. Trouba) (SN) 32 min 13 s - R. Barber (S. Jones) 39 min 47 s - J. Gaudreau (JT Miller, S. Jones) (SN) 44 min 08 s - JT Miller (J. Trouba, S. Jones) (double SN) | Arbitrage : Roman Gofman Pat Smith |
|                  |                  |                             | | Arbitrage : Roman Gofman Pat Smith |
| 44 min           | Pénalités        | 20 min                      | | Arbitrage : Roman Gofman Pat Smith |
| 31               | Tirs             | 37                          | | Arbitrage : Roman Gofman Pat Smith |

| 2 janvier 2013 | Russie | 4-3 (TB) (1-1, 1-1, 1-1, 0-0, 0-1) | Suisse | Oufa Arena 7 530 spectateurs |

| Feuille de match | Feuille de match | Feuille de match            | Feuille de match | Feuille de match                    |
| ---------------- | --- | --------------------------- | --- | ----------------------------------- |
|                  | A. Khokhlatchiov (N. Iakoupov, N. Nesterov) — 6 min 7 s (SN) M. Grigorenko (N. Koutcherov) — 29 min 7 s N. Koutcherov (K. Diakov, M. Grigorenko) — 58 min 21 s (SN) N. Koutcherov — 65 min (TB) | 1-0 1-1 2-1 2-2 2-3 3-3 4-3 | C. Bertschy — 10 min 5 s (IN) M. Ness (S. Guerra, D. Simion) — 32 min 37 s S. Andrighetto (S. Guerra) — 48 min 57 s | Arbitrage : Pavel Hodek Mikael Nord |
| A. Vassilevski   | Gardiens | M. Nyffeler                 | | Arbitrage : Pavel Hodek Mikael Nord |
| 16 min           | Pénalités | 18 min                      | | Arbitrage : Pavel Hodek Mikael Nord |
| 37               | Tirs | 44                          | | Arbitrage : Pavel Hodek Mikael Nord |

##### Demi-finales
| 3 janvier 2013 | Canada | 1-5 (0-2, 0-2, 1-1) | États-Unis | Oufa Arena 4 781 spectateurs |

| Feuille de match                                 | Feuille de match            | Feuille de match        | Feuille de match | Feuille de match                         |
| ------------------------------------------------ | --------------------------- | ----------------------- | --- | ---------------------------------------- |
|                                                  | Ty Rattie (P. Danault) (IN) | 0-1 0-2 0-3 0-4 1-4 1-5 | 7 min 18 s - J. McCabe (R. Barber, M. Reilly) 16 min 2 s - J. McCabe (R. Grimaldi, V. Trocheck) 22 min 58 s - J. Gaudreau (J. McCabe, J. Gibson) 32 min 44 s - J. Vesey (J. Gaudreau, J. Miller) 55 min 41 s - J. Gaudreau (J. Vesey, J. Miller) | Arbitrage : Didier Massy Mikael Sjoqvist |
| M. Subban jusqu'à 32 min 44 s puis J. Binnington | Gardiens                    | J. Gibson               | | Arbitrage : Didier Massy Mikael Sjoqvist |
| 14 min                                           | Pénalités                   | 6 min                   | | Arbitrage : Didier Massy Mikael Sjoqvist |
| 34                                               | Tirs                        | 42                      | | Arbitrage : Didier Massy Mikael Sjoqvist |

| 3 janvier 2013 | Suède | 3-2 (TB) (2-0, 0-1, 0-1, 0-0, 1-0) | Russie | Oufa Arena 7 698 spectateurs |

| Feuille de match | Feuille de match | Feuille de match    | Feuille de match                                                                                             | Feuille de match                      |
| ---------------- | --- | ------------------- | --- | ------------------------------------- |
|                  | E. Lindholm (V. Rask, E. Molin) (SN) - 6 min 34 s F. Forsberg(R. Bengtsson, R. Hagg)- 9 min 38 s S. Collberg – T.F. | 1-0 2-0 2-1 2-2 3-2 | 27 min 32 s – A. Mironov (N. Iakoupov, K. Kapoustine) 47 min 56 s – M. Grigorenko (N. Koutcherov, I. Kossov) | Arbitrage : Harry Dumas Steve Patafie |
| N. Lundstrom     | Gardiens | A. Vassilevski      | | Arbitrage : Harry Dumas Steve Patafie |
| 2 min            | Pénalités | 4 min               | | Arbitrage : Harry Dumas Steve Patafie |
| 41               | Tirs | 29                  | | Arbitrage : Harry Dumas Steve Patafie |

##### Match pour la cinquième place
| 4 janvier 2013 | République tchèque | 4-3 (0-1, 3-1, 1-1) | Suisse | Oufa Arena 1 733 spectateurs |

| Feuille de match | Feuille de match | Feuille de match            | Feuille de match | Feuille de match                          |
| ---------------- | --- | --------------------------- | --- | ----------------------------------------- |
|                  | D. Jaškin (P. Sidlik, T. Hyka) (SN) - 21 min 42 s T. Hyka (T. Hertl) - 37 min 22 s M. Frk (T. Pavelka, P. Beranek) - 38 min 53 s T. Hertl (T.Hyka, L. Sedlak) (SN) - 51 min 27 s | 0-1 1-1 2-1 2-2 3-2 4-2 4-3 | 4 min 30 s - L. Sieber (IN) 38 min 39 s - S. Andrighetto (L. Martschini) 58 min 58 s - S. Andrighetto (C. Bertschy, C. Marti) (SN) | Arbitrage : Georgij Jablukov Jari Levonen |
| P. Bartosak      | Gardiens | L. Bolthauser               | | Arbitrage : Georgij Jablukov Jari Levonen |
| 20 min           | Pénalités | 20 min                      | | Arbitrage : Georgij Jablukov Jari Levonen |
| 37               | Tirs | 23                          | | Arbitrage : Georgij Jablukov Jari Levonen |

##### Match pour la troisième place
| 5 janvier 2013 | Canada | 5-6 (pr) (2-3, 2-1, 1-1, 0-1) | Russie | Oufa Arena 7 617 spectateurs |

| Feuille de match                                 | Feuille de match | Feuille de match                            | Feuille de match | Feuille de match                      |
| ------------------------------------------------ | --- | ------------------------------------------- | --- | ------------------------------------- |
|                                                  | R. Nugent-Hopkins (M. Scheifele) (SN) - 07 min 10 s J. Huberdeau (R. Nugent-Hopkins, R. Murphy) (SN) - 15 min 51 s M. Scheifele (R. Nugent-Hopkins, R. Murphy) (SN) - 23 min 16 s R. Murphy (R. Nugent-Hopkins, J. Huberdeau) (SN) - 12 min 53 s B. Ritchie (S. Harrington) - 50 min 46 s | 0-1 0-2 1-2 1-3 2-3 3-3 3-4 4-4 4-5 5-5 5-6 | 03 min 31 s - A. Khokhlatchiov (K. Diakov, A. Iaroulline) 04 min 56 s - N. Iakoupov (A. Iaroulline, N. Nesterov) (SN) 07 min 54 s - K. Diakov (V. Tkatchiov) 24 min 23 s - I. Moser (M. Chalounov) 41 min 0 s - N. Iakoupov (K. Kaspoustine) (SN) 61 min 35 s - V. Nitchouchkine (V. Tkatchiov, A. Sergueïev) | Arbitrage : Harry Dumas Steve Patafie |
| J. Binnington jusqu'à 07 min 54 s puis M. Subban | Gardiens | A. Makarov                                  | | Arbitrage : Harry Dumas Steve Patafie |
| 10 min                                           | Pénalités | 10 min                                      | | Arbitrage : Harry Dumas Steve Patafie |
| 45                                               | Tirs | 25                                          | | Arbitrage : Harry Dumas Steve Patafie |

##### Finale
| 5 janvier 2013 | Suède | 1-3 (0-0, 1-2, 0-1) | États-Unis | Oufa Arena 6 001 spectateurs |

| Feuille de match | Feuille de match                          | Feuille de match | Feuille de match | Feuille de match                   |
| ---------------- | ----------------------------------------- | ---------------- | --- | ---------------------------------- |
|                  | F. Sandberg (R. Rakell) (SN) - 21 min 9 s | 1-0 1-1 1-2 1-3  | 27 min 42 s - R. Grimaldi (P. Sieloff, V. Trocheck) 30 min 27 s - R. Grimaldi (J. Trouba) 59 min 44 s - V. Trocheck (J. Miller) | Arbitrage : Didier Massy Pat Smith |
| N. Lundstrom     | Gardiens                                  | J. Gibson        | | Arbitrage : Didier Massy Pat Smith |
| 8 min            | Pénalités                                 | 8 min            | | Arbitrage : Didier Massy Pat Smith |
| 27               | Tirs                                      | 34               | | Arbitrage : Didier Massy Pat Smith |

### Classement final
| Place              | Équipe     |
| ------------------ | ---------- |
| Médaille d'or      | États-Unis |
| Médaille d'argent  | Suède      |
| Médaille de bronze | Russie     |
| 4                  | Canada     |
| 5                  | Tchéquie   |
| 6                  | Suisse     |
| 7                  | Finlande   |
| 8                  | Slovaquie  |
| 9                  | Allemagne  |
| 10                 | Lettonie   |

Les États-Unis sont sacrés champions et la Lettonie est reléguée en division 1A pour 2014

### Récompenses du tournoi
Meilleur joueur
- John Gibson (États-Unis)

Équipe d'étoiles
- Gardien de but : John Gibson (États-Unis)
- Défenseurs : Jacob Trouba (États-Unis) - Jake McCabe (États-Unis)
- Attaquants : Ryan Nugent-Hopkins (Canada) - John Gaudreau (États-Unis) - Filip Forsberg (Suède)

Meilleurs joueurs de l'IIHF
- Gardien de but : John Gibson (États-Unis)
- Défenseur : Jacob Trouba (États-Unis)
- Attaquant : Ryan Nugent-Hopkins (Canada)

### Meilleurs pointeurs
| Rang | Joueur              | Pays       | PJ | B | A  | Pts | +/− | Pun |
| ---- | ------------------- | ---------- | -- | - | -- | --- | --- | --- |
| 1    | Ryan Nugent-Hopkins | Canada     | 6  | 4 | 11 | 15  | +6  | 4   |
| 2    | Joel Armia          | Finlande   | 6  | 6 | 6  | 12  | 0   | 12  |
| 3    | Markus Granlund     | Finlande   | 6  | 5 | 7  | 12  | -1  | 4   |
| 4    | Teuvo Teravainen    | Finlande   | 6  | 5 | 6  | 11  | +6  | 2   |
| 5    | John Gaudreau       | États-Unis | 7  | 7 | 2  | 9   | +2  | 4   |
| 6    | Marko Dano          | Slovaquie  | 6  | 4 | 5  | 9   | -1  | 12  |
| 7    | Jacob Trouba        | États-Unis | 7  | 4 | 5  | 9   | +2  | 10  |
| 8    | Jonathan Huberdeau  | Canada     | 6  | 3 | 6  | 9   | 0   | 4   |
| 9    | Jonathan Miller     | États-Unis | 7  | 2 | 7  | 9   | +5  | 2   |
| 10   | Sven Andrighetto    | Suisse     | 6  | 5 | 3  | 8   | +1  | 4   |

### Meilleurs gardiens de but
Seuls sont classés les gardiens ayant joué au minimum 40 % du temps de jeu de leur équipe.
| Rang | Joueur             | Pays       | Min          | BC | Moy  | %Arr  | Bl |
| ---- | ------------------ | ---------- | ------------ | -- | ---- | ----- | -- |
| 1    | John Gibson        | États-Unis | 398 min 7 s  | 9  | 1,36 | 95,54 | 3  |
| 2    | Andreï Vassilevski | Russie     | 264 min 50 s | 9  | 1,81 | 95,00 | 2  |
| 3    | Niklas Lundstrom   | Suède      | 224 min 25 s | 6  | 1,60 | 94,39 | 1  |
| 4    | Andreï Makarov     | Russie     | 180 min 31 s | 9  | 2,99 | 93,28 | 7  |
| 5    | Melvin Nyffeler    | Suisse     | 261 min 39 s | 16 | 3,67 | 90,24 | 5  |

### Médaillés
| Or États-Unis | Garret Sparks, Jon Gillies, John Gibson, Seth Jones, Connor Murphy, Mike Reilly, Jacob Trouba, Shayne Gostisbehere, Jake McCabe, Pat Sieloff, Sean Kuraly, Jonathan Miller, Mario Lucia, John Gaudreau, Alex Galchenyuk, Riley Barber, Cole Bardreau, Blake Pietila, Ryan Hartman, Tyler Biggs, Rocco Grimaldi, Vince Trocheck, Jim Vesey Entraîneur :Phil Housley |

| Argent Suède | Joel Lassinantti, Niklas Lundstrom, Oskar Dansk, Christian Djoos, Rasmus Bengtsson, Emil Djuse, Tom Nilsson, Linus Arnesson, Mikael Wikstrand, Robert Hagg, Alexander Wennberg, Jeremy Boyce Rotevall, Viktor Arvidsson, Sebastian Collberg, Filip Forsberg, William Karlsson, Elias Lindholm, Victor Rask, Rickard Rakell, Jacob de la Rose, Nick Sorensen, Filip Sandberg, Emil Molin Entraîneur :Roger Ronnberg |

| Bronze Russie | Igor Oustinski, Albert Iaroulline, Artiom Sergueïev, Maksim Chalounov, Nikita Nesterov, Naïl Iakoupov, Ievgueni Mozer, Andreï Sigariov, Vladimir Tkatchiov, Valeri Nitchouchkine, Nikita Koutcherov, Anton Slepychev, Iaroslav Kossov, Aleksandr Khokhlatchiov, Andreï Makarov, Kirill Kapoustine, Andreï Mironov, Mikhaïl Grigorenko, Daniil Jarkov, Kirill Diakov, Iaroslav Dyblenko, Pavel Koledov, Andreï Vassilevski Entraîneur : Mikhaïl Varnakov |

## DivisionIA
Le groupe A se déroule à Amiens en France. La Norvège accède à l'élite pour l'édition 2014. La France est reléguée en Division IB.
| Clt   | Équipe      | PJ | V | VP | D | DP | BP | BC | Diff | Pts |
| ----- | ----------- | -- | - | -- | - | -- | -- | -- | ---- | --- |
| +001, | Norvège     | 5  | 4 | 1  | 0 | 0  | 19 | 7  | +12  | 14  |
| +002, | Biélorussie | 5  | 4 | 0  | 1 | 0  | 19 | 8  | +11  | 12  |
| +003, | Danemark    | 5  | 3 | 0  | 1 | 1  | 20 | 15 | +5   | 10  |
| +004, | Slovénie    | 5  | 1 | 1  | 3 | 0  | 13 | 14 | -1   | 5   |
| +005, | Autriche    | 5  | 1 | 0  | 3 | 1  | 13 | 21 | -8   | 4   |
| +006, | France      | 5  | 0 | 0  | 5 | 0  | 9  | 28 | -19  | 0   |

- Accession à la division élite
- Relégation en Division IB

- Meilleur gardien de but : Luka Gračnar (Slovénie).
- Meilleur défenseur : Bjorn Uldall (Danemark).
- Meilleur attaquant : Artour Hawrous (Biélorussie).

## Division IB
Elle se déroule à Donetsk en Ukraine. La Pologne est promue en Division IA pour l'édition 2014 alors que la Croatie est reléguée en Division IIA.
| Date        | Équipe          | Score    | Équipe          | Score par période       |
| ----------- | --------------- | -------- | --------------- | ----------------------- |
| 10 décembre | Pologne         | 6-3      | Kazakhstan      | 2-1, 3-1, 1-1           |
| 10 décembre | Croatie         | 0-3      | Italie          | 0-0, 0-3, 0-0           |
| 10 décembre | Ukraine         | 2-1 T.F. | Grande-Bretagne | 0-0, 1-1, 0-0, 0-0, 1-0 |
| 12 décembre | Kazakhstan      | 5-0      | Croatie         | 0-0, 1-0, 4-0           |
| 12 décembre | Grande-Bretagne | 2-6      | Pologne         | 2-1, 0-2, 0-3           |
| 12 décembre | Italie          | 3-1      | Ukraine         | 1-0, 0-0, 1-1           |
| 13 décembre | Grande-Bretagne | 4-0      | Croatie         | 1-0, 0-0, 3-0           |
| 13 décembre | Kazakhstan      | 2-1      | Italie          | 1-0, 0-0, 1-1           |
| 13 décembre | Ukraine         | 2-0      | Pologne         | 0-0, 2-0, 0-0           |
| 15 décembre | Italie          | 6-0      | Grande-Bretagne | 0-0, 4-0, 2-0           |
| 15 décembre | Pologne         | 5-0      | Croatie         | 2-0, 2-0, 1-0           |
| 15 décembre | Kazakhstan      | 2-1 T.F. | Ukraine         | 0-0, 1-0, 0-1, 0-0, 1-0 |
| 16 décembre | Italie          | 2-3      | Pologne         | 1-0, 1-1, 0-2           |
| 16 décembre | Grande-Bretagne | 1-4      | Kazakhstan      | 1-2, 0-0, 0-2           |
| 16 décembre | Croatie         | 1-2      | Ukraine         | 0-1, 0-0, 1-1           |

| Clt   | Équipe          | PJ | V | VP | D | DP | BP | BC | Diff | Pts |
| ----- | --------------- | -- | - | -- | - | -- | -- | -- | ---- | --- |
| +001, | Pologne         | 5  | 4 | 0  | 1 | 0  | 20 | 9  | +11  | 12  |
| +002, | Kazakhstan      | 5  | 3 | 1  | 1 | 0  | 16 | 9  | +7   | 11  |
| +003, | Italie          | 5  | 3 | 0  | 2 | 0  | 15 | 6  | +9   | 9   |
| +004, | Ukraine         | 5  | 2 | 1  | 1 | 1  | 8  | 7  | +1   | 9   |
| +005, | Grande-Bretagne | 5  | 1 | 0  | 3 | 1  | 8  | 18 | -10  | 4   |
| +006, | Croatie         | 5  | 0 | 0  | 5 | 0  | 1  | 19 | -18  | 0   |

- Accession à la division IA
- Relégation en division IIA

## DivisionIIA
Elle se déroule à Brașov en Roumanie. Le Japon est promu en Division IB et l'Espagne est reléguée en Division IIB pour l'édition 2014.
| Date        | Équipe   | Score    | Équipe   | Score par période  |
| ----------- | -------- | -------- | -------- | ------------------ |
| 9 décembre  | Lituanie | 1-2      | Pays-Bas | 0-1, 0-0, 1-1      |
| 9 décembre  | Hongrie  | 2-7      | Japon    | 1-1, 1-0, 0-6      |
| 9 décembre  | Roumanie | 6-3      | Espagne  | 1-1, 1-1, 4-1      |
| 10 décembre | Lituanie | 1-3      | Hongrie  | 0-2, 1-1, 0-0      |
| 10 décembre | Japon    | 6-1      | Espagne  | 2-1, 4-0, 0-0      |
| 10 décembre | Pays-Bas | 4-5      | Roumanie | 1-4, 0-1, 3-0      |
| 12 décembre | Hongrie  | 6-2      | Espagne  | 1-1, 3-0, 2-1      |
| 12 décembre | Japon    | 8-1      | Pays-Bas | 0-1, 4-0, 4-0      |
| 12 décembre | Lituanie | 3-5      | Roumanie | 1-1, 2-1, 0-3      |
| 13 décembre | Pays-Bas | 5-6 a.p. | Hongrie  | 2-1, 1-2, 2-2, 0-1 |
| 13 décembre | Espagne  | 3-6      | Lituanie | 1-3, 0-2, 2-1      |
| 13 décembre | Roumanie | 1-4      | Japon    | 0-1, 1-0, 0-3      |
| 15 décembre | Japon    | 6-3      | Lituanie | 1-1, 2-1, 3-1      |
| 15 décembre | Espagne  | 3-5      | Pays-Bas | 0-3, 2-1, 1-1      |
| 15 décembre | Hongrie  | 5-1      | Roumanie | 3-0, 1-1, 1-0      |

|   | Équipe   | PJ | V | VP | DP | D | BP | BC | Diff. | Pts |
| 1 | Japon    | 5  | 5 | 0  | 0  | 0 | 31 | 8  | +23   | 15  |
| 2 | Hongrie  | 5  | 3 | 1  | 0  | 1 | 22 | 16 | +6    | 11  |
| 3 | Roumanie | 5  | 3 | 0  | 0  | 2 | 18 | 19 | -1    | 9   |
| 4 | Pays-Bas | 5  | 2 | 0  | 1  | 2 | 17 | 23 | -6    | 7   |
| 5 | Lituanie | 5  | 1 | 0  | 0  | 4 | 14 | 19 | -5    | 3   |
| 6 | Espagne  | 5  | 0 | 0  | 0  | 5 | 12 | 29 | -17   | 0   |

## DivisionIIB
Elle se déroule à Novi Sad en Serbie.
| Date       | Équipe       | Score | Équipe       | Score par période |
| ---------- | ------------ | ----- | ------------ | ----------------- |
| 12 janvier | Islande      | 4-2   | Belgique     | 1-0, 1-1, 2-1     |
| 12 janvier | Estonie      | 8-0   | Australie    | 3-0, 4-0, 1-0     |
| 12 janvier | Serbie       | 2-4   | Corée du Sud | 1-1, 1-2, 0-1     |
| 13 janvier | Australie    | 3-5   | Islande      | 0-2, 1-3, 2-0     |
| 13 janvier | Corée du Sud | 6-2   | Belgique     | 1-1, 1-0, 4-1     |
| 13 janvier | Estonie      | 9-0   | Serbie       | 3-0, 2-0, 4-0     |
| 15 janvier | Corée du Sud | 5-1   | Australie    | 2-0, 0-1, 3-0     |
| 15 janvier | Estonie      | 12-1  | Islande      | 3-1, 2-0, 7-0     |
| 15 janvier | Serbie       | 7-4   | Belgique     | 1-1, 4-1, 2-2     |
| 17 janvier | Belgique     | 2-25  | Estonie      | 0-4, 1-10, 1-11   |
| 17 janvier | Islande      | 1-5   | Corée du Sud | 1-2, 0-2, 0-1     |
| 17 janvier | Australie    | 3-1   | Serbie       | 0-0, 2-0, 1-1     |
| 18 janvier | Corée du Sud | 3-8   | Estonie      | 0-4, 2-2, 1-2     |
| 18 janvier | Belgique     | 3-5   | Australie    | 1-1, 0-2, 2-2     |
| 18 janvier | Serbie       | 7-1   | Islande      | 1-0, 4-1, 2-0     |

|   | Équipe       | PJ | V | VP | DP | D | BP | BC | Diff. | Pts |
| 1 | Estonie      | 5  | 5 | 0  | 0  | 0 | 62 | 6  | +56   | 15  |
| 2 | Corée du Sud | 5  | 4 | 0  | 0  | 1 | 23 | 14 | +9    | 12  |
| 3 | Serbie       | 5  | 2 | 0  | 0  | 3 | 17 | 21 | -4    | 6   |
| 4 | Australie    | 5  | 2 | 0  | 0  | 3 | 12 | 22 | -10   | 6   |
| 5 | Islande      | 5  | 2 | 0  | 0  | 3 | 12 | 29 | -17   | 6   |
| 6 | Belgique     | 5  | 0 | 0  | 0  | 5 | 13 | 47 | -34   | 0   |

## Division III
Elle se déroule à Sofia en Bulgarie. Les Émirats arabes unis sont forfaits puisqu'ils n'ont pu enregistrer un effectif d'au moins 15 joueurs.
| Date       | Équipe              | Score | Équipe              | Score par période |
| ---------- | ------------------- | ----- | ------------------- | ----------------- |
| 14 janvier | Chine               | 7-3   | Turquie             | 3-2, 4-0, 0-1     |
| 14 janvier | Nouvelle-Zélande    | 1-0   | Mexique             | 1-0, 0-0, 0-0     |
| 14 janvier | Émirats arabes unis | 0-5   | Bulgarie            | Par forfait       |
| 15 janvier | Chine               | 4-1   | Nouvelle-Zélande    | 3-0, 0-1, 1-0     |
| 15 janvier | Turquie             | 5-0   | Émirats arabes unis | Par forfait       |
| 15 janvier | Mexique             | 1-3   | Bulgarie            | 0-0, 1-1, 0-2     |
| 17 janvier | Mexique             | 11-2  | Turquie             | 3-1, 2-1, 6-0     |
| 17 janvier | Chine               | 5-0   | Émirats arabes unis | Par forfait       |
| 17 janvier | Nouvelle-Zélande    | 0-6   | Bulgarie            | 0-0, 0-3, 0-3     |
| 18 janvier | Émirats arabes unis | 0-5   | Mexique             | Par forfait       |
| 18 janvier | Turquie             | 2-6   | Nouvelle-Zélande    | 1-2, 1-2, 0-2     |
| 18 janvier | Bulgarie            | 1-10  | Chine               | 0-6, 1-2, 0-2     |
| 20 janvier | Nouvelle-Zélande    | 5-0   | Émirats arabes unis | Par forfait       |
| 20 janvier | Bulgarie            | 4-3   | Turquie             | 2-1, 1-1, 1-1     |
| 20 janvier | Mexique             | 1-6   | Chine               | 0-3, 1-2, 0-1     |

|   | Équipe              | PJ | V | VP | DP | D | BP | BC | Diff. | Pts |
| 1 | Chine               | 5  | 5 | 0  | 0  | 0 | 32 | 6  | +26   | 15  |
| 2 | Bulgarie            | 5  | 4 | 0  | 0  | 1 | 19 | 14 | +5    | 12  |
| 3 | Nouvelle-Zélande    | 5  | 3 | 0  | 0  | 2 | 13 | 12 | +1    | 9   |
| 4 | Mexique             | 5  | 2 | 0  | 0  | 3 | 18 | 12 | +6    | 6   |
| 5 | Turquie             | 5  | 1 | 0  | 0  | 4 | 15 | 28 | -13   | 3   |
| 6 | Émirats arabes unis | 5  | 0 | 0  | 0  | 0 | 5  | 0  | 25    | 0   |